# Airborne Warning and Control System

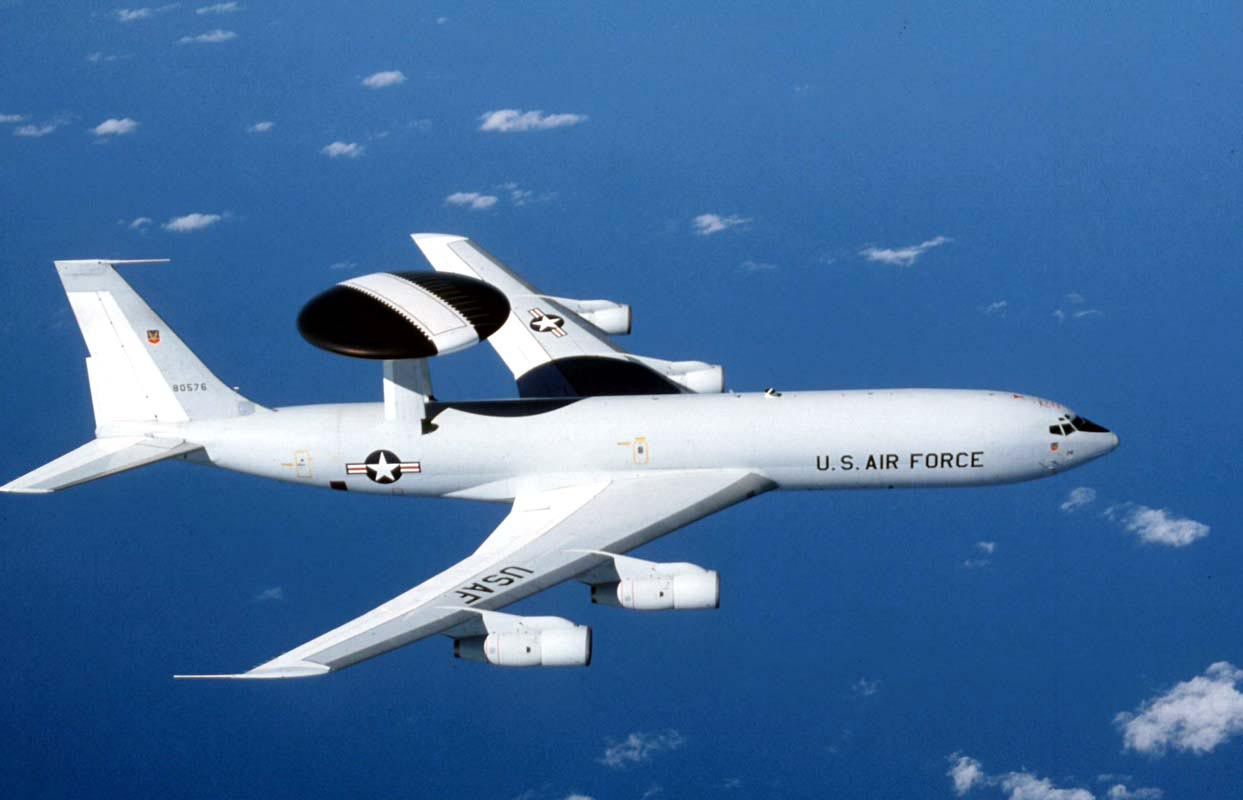
Boeing E-3 Sentry der United States Air Force

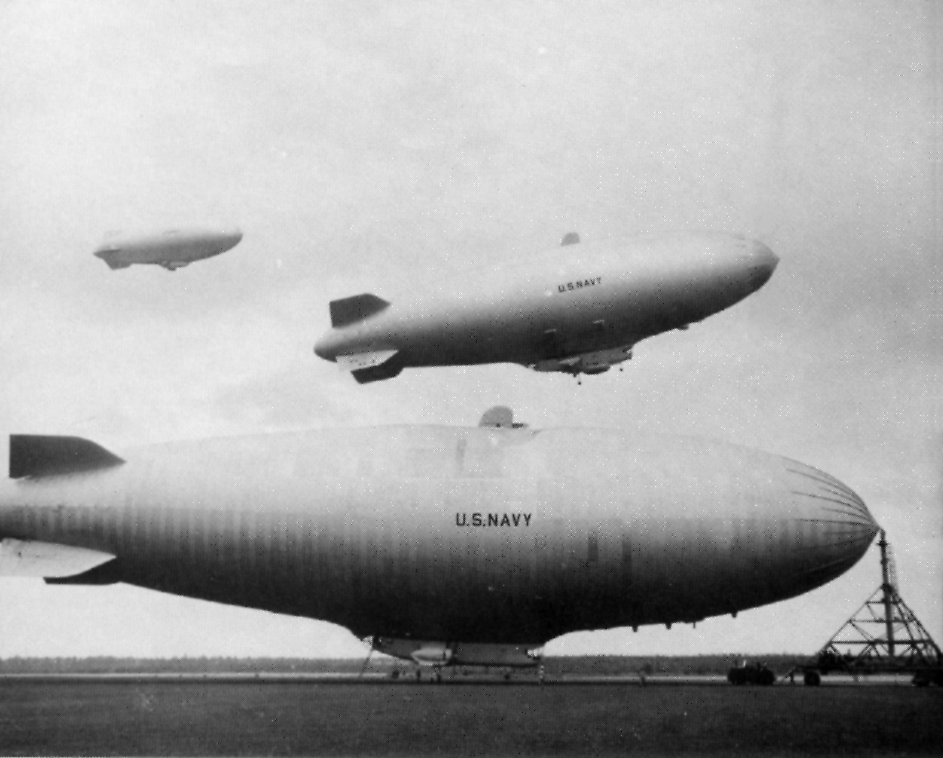
US-Frühwarnluftschiffe vom Typ ZPG-2W (Mitte) und ZPG-3W (vorn) der 1950er Jahre

Ein Airborne Early Warning and Control System (AWACS) ist ein fliegendes Radarsystem. Aufgabe des AWACS ist die luftgestützte Luftraumaufklärung und -überwachung mit dem Ziel der Früherkennung und Vorwarnung (englisch Airborne Early Warning, kurz AEW). Zu den Aufgaben der NATO-Raumüberwachung gehört auch die Seeüberwachung. Die Flugzeuge werden gleichzeitig als Einsatzleitzentrale eingesetzt, um eigene Verbände oder Einheiten direkt dirigieren oder koordinieren zu können. Bündnisse wie die NATO und Großmächte oder größere Staaten verfügen über solche Kapazitäten.
Die Entwicklung von AWACS-Flugzeugen geht bis auf das Jahr 1944 zurück, das erste AWACS wurde ab 1946 eingesetzt. Heute ist das AWACS eine zentrale Komponente in jedem Luftkrieg im Rahmen der Network-Centric-Warfare-Doktrin. Ohne ein solches System sind die Luftüberlegenheits- und Abfangjäger in ihrer Rolle auf die vorhandenen bodengestützten sowie eigenen Bordsysteme angewiesen, die sie jedoch selbst verraten und tieffliegende Objekte meist nicht gut erfassen können.
Für die luftgestützte Gefechtsfeldüberwachung am Boden dient das fliegende Kommando- und Kontrollzentrum Northrop Grumman E-8.

## Geschichte

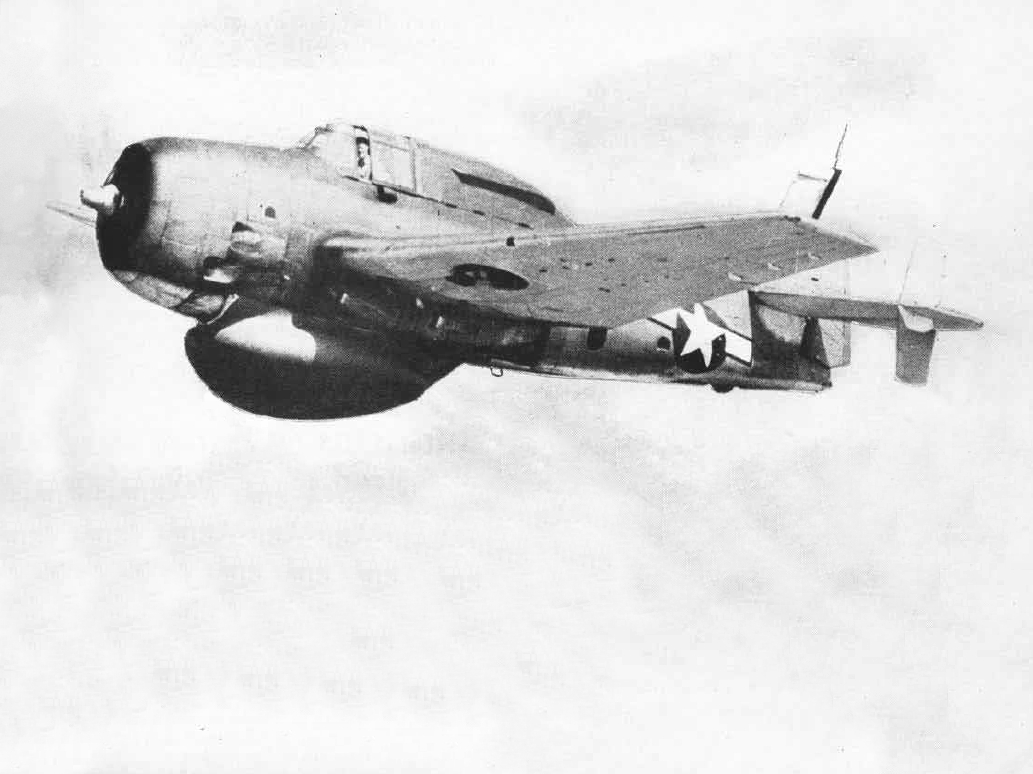
Grumman TBM-3W: das erste Frühwarnflugzeug 1945

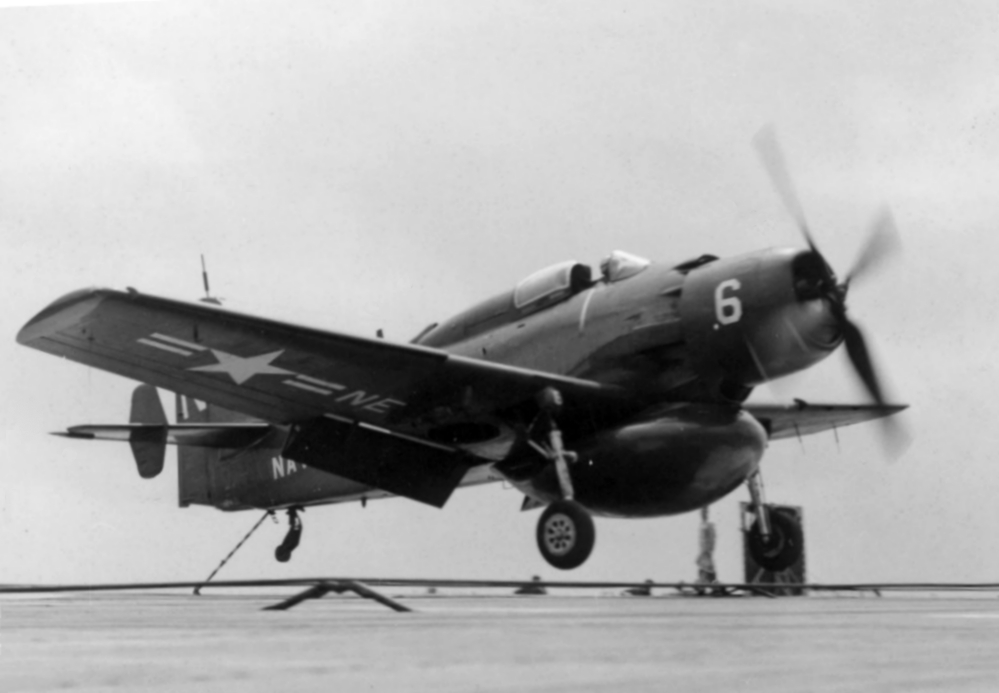
Douglas AD-4W mit zwei Radaroffizieren

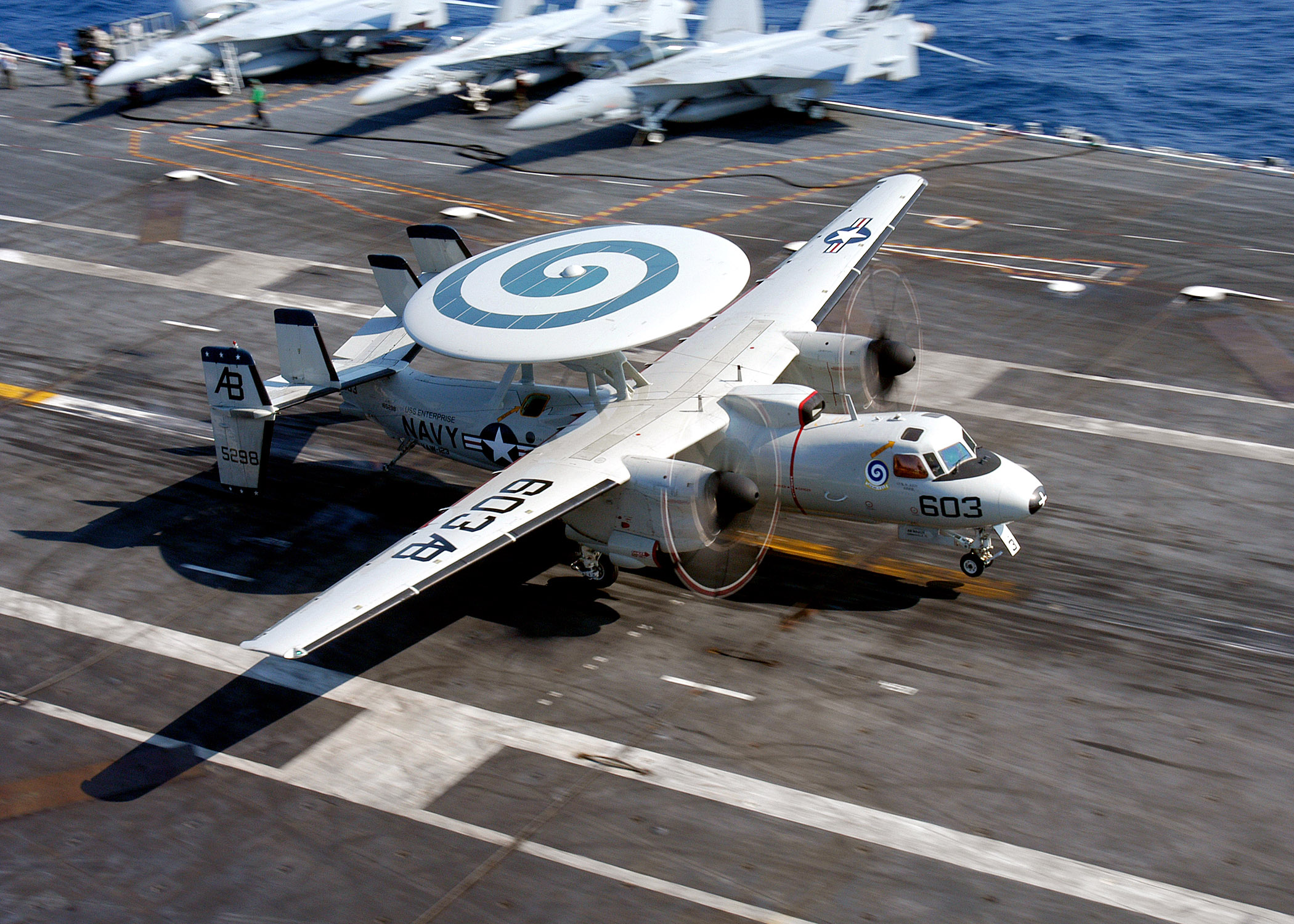
Grumman E-2C Hawkeye

Bis 1944 hatten die Vereinigten Staaten, vor allem für den Einsatz der United States Navy (USN) im Pazifik, schiffsgestützte Radarsysteme mit großer Reichweite entwickelt. Es zeigte sich jedoch, dass hierbei die Vorwarnzeit gegenüber Angriffen zu gering war und die als Radarvorposten eingesetzten Schiffe starke Verluste hinnehmen mussten.

### Flugzeugträgergestützte Systeme
Im Februar 1944 beauftragte die USN deshalb das Massachusetts Institute of Technology (MIT) mit der Entwicklung eines luftgestützten Radarsystems (Projekt „Cadillac I“). Schon im August flog eine mit einem APS-20-Radar ausgerüstete Grumman TBM Avenger. Das Radar war unter dem Flugzeug angebracht und konnte tief fliegende Flugzeuge auf etwa 160 km Entfernung entdecken. 40 TBM-3W wurden ab März 1945 fertiggestellt, ohne dass diese jedoch noch im Zweiten Weltkrieg zum Einsatz gekommen waren.
Die TBM-3W hatte eine aus einem Piloten und einem Radaroffizier bestehende Besatzung. Die Daten des Radars wurden an Schiffe weitergegeben, in deren Operationszentralen die Informationen ausgewertet wurden.
Für den Einsatz auf Flugzeugträgern rüstete die USN Ende der 1940er Jahre die Douglas AD Skyraider als Frühwarnflugzeug aus. Unter dem Rumpf fand wieder das APS-20 Platz, im Rumpf schuf man Raum für zwei Radaroffiziere. Es wurden drei Versionen gebaut, AD-3W (31 Maschinen), AD-4W (168) und AD-5W (218, ab 1962 EA-1E), was immerhin fast ein Fünftel der gesamten Produktion ausmachte.
Als leistungsfähigerer Nachfolger für die Douglas Skyraider wurde ab 1954 die Grumman WF-2 Tracer (ab 1962 E-1B) entwickelt. Diese zweimotorige Maschine hatte erstmals ein oberhalb des Rumpfes angebrachtes Hazeltine APS-82-Radar. Wie bei den Vorgängern war das Radom unbeweglich und es drehte sich die Antenne in dessen Inneren. Neu war bei der E-1B ein „Airborne Moving Target Indicator (AMTI)“, der die Störsignale von Bodenunebenheiten und Wellen besser ausfiltern konnte. Die 88 gebauten Maschinen waren von 1958 bis 1977 im Einsatz auf Flugzeugträgern der USN.
Nachfolger der E-1B wurde ab 1965 die Grumman E-2 Hawkeye, die bis heute eingesetzt wird. Die E-2 hatte erstmals ein sich drehendes Radom über dem Rumpf. Amerikanische Flugzeugträger haben je eine Staffel von vier Flugzeugen dieses Typs an Bord. Die E-2 wird ebenfalls von Ägypten, Frankreich, Japan, Mexiko, Singapur und Taiwan eingesetzt.

### Einsatz in Großbritannien
Großbritannien nutzte 50 AD-4W als Skyraider AEW.1 von 1954 bis 1960. Danach baute man das APS-20 in 44 modernere Fairey Gannet ein, die bis 1978 auf britischen Flugzeugträgern eingesetzt wurden (Gannet AEW.3). Als ab Ende der 1960er Jahre die meisten britischen Flugzeugträger außer Dienst gestellt wurden, baute man wiederum die APS-20-Radare aus den Gannets aus und rüstete zwölf Avro Shackleton der Royal Air Force als Shackleton AEW.2 damit aus. Nachdem die als Nachfolger geplante Nimrod AEW.3 1986 gestrichen wurde, blieben die Shackletons bis zur Ablösung durch die Sentry AEW.1 im Jahre 1991 und das APS-20-Radar somit 46 Jahre im Dienst. Als Reaktion auf den Falklandkrieg wurden 13 Westland Sea King zu AEW-Hubschraubern umgebaut. Diese sollten durch AgustaWestland AW101 ersetzt werden, die aber voraussichtlich erst 2024 einsatzbereit sind. Ende 2021 wird die bestehende Sentry-Flotte außer Dienst gestellt und danach durch E-7 Wedgetail ersetzt werden.

### Landgestützte Systeme

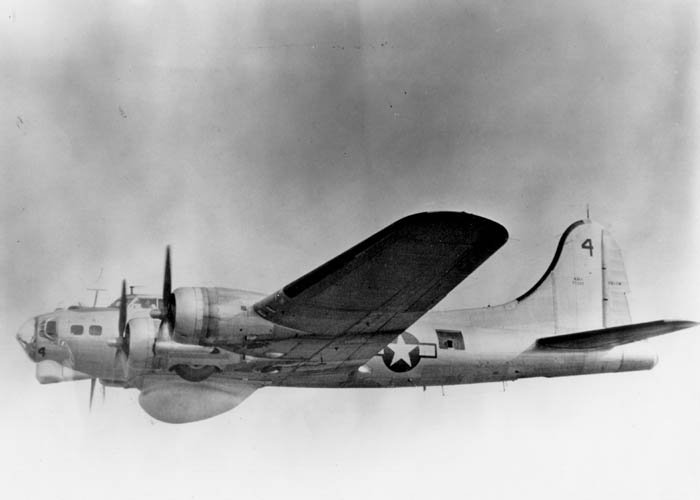
Boeing PB-1W: Das erste AWACS 1946

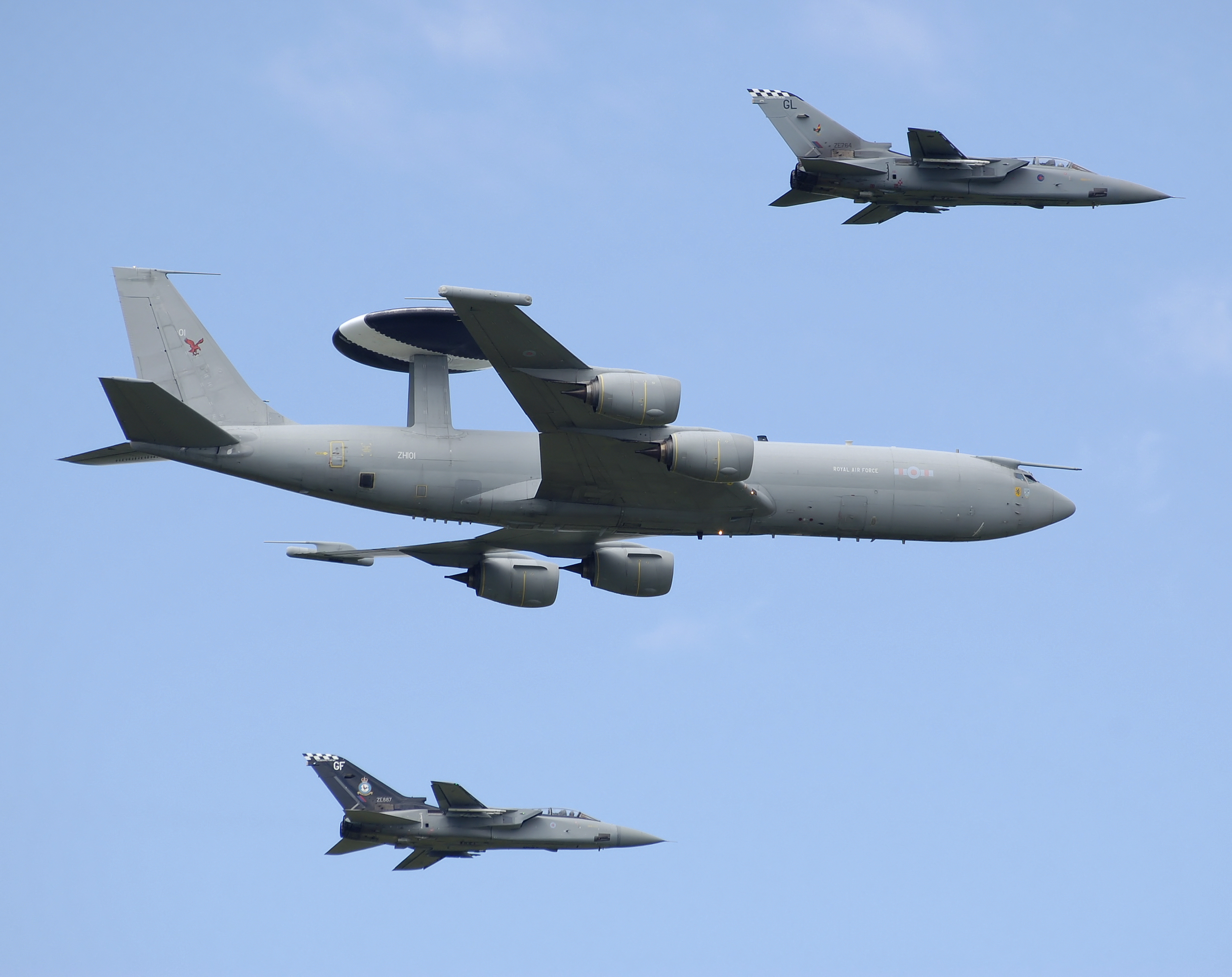
Sentry AEW.1 der RAF

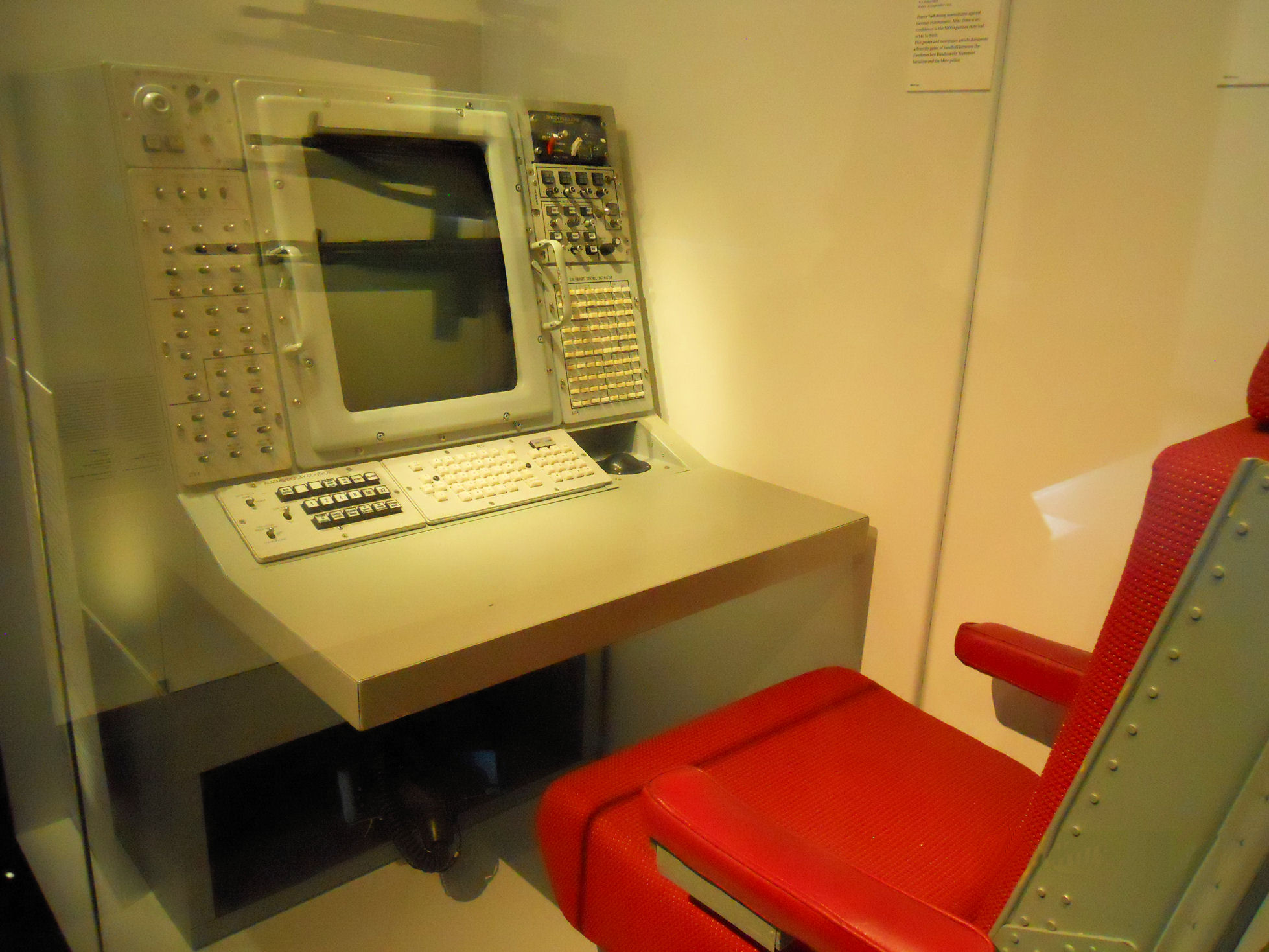
AWACS-Konsole (ab 1982), ausgestellt im Militärhistorischen Museum der Bundeswehr in Dresden

Ebenfalls 1944 gab die USN eine Variante in Auftrag („Cadillac II“), die eine Flugleitzentrale beinhalten sollte. Als Trägerflugzeuge wurden die Transportmaschine Douglas C-54 Skymaster sowie die Bomber Consolidated B-24 Liberator und Boeing B-17 Flying Fortress in Betracht gezogen. Die B-24 schied aus, da sie für ein unter dem Rumpf angebrachtes Radar zu wenig Bodenfreiheit hatte, die C-54 hatte den meisten Platz für Radar, Ausrüstung und Besatzung. Da die Flugzeuge jedoch in Feindgebiet operieren sollten, fiel die Wahl auf die stark bewaffnete B-17, obwohl sie das älteste Flugzeug war. 20 von Douglas in Lizenz gebaute B-17G wurden Ende 1945 an die „Naval Aircraft Modification Unit“ (Marineeinheit für die Modifizierung von Flugzeugen) in Johnsville, Pennsylvania (USA), geliefert. Anstelle des Bombenschachtes wurde unter dem Flugzeug das APS-20-Radar angebracht. Im Inneren gab es drei 36 cm-Radarschirme und mehrere Anzeigetafeln sowie eine umfangreiche Kommunikationsausrüstung (UKW, KW, LW, IFF und LORAN). Bei den ersten Maschinen wurde die Bewaffnung bis auf den Kinn- und Rückenturm belassen, jedoch später ausgebaut. Die PB-1W Fortress genannte Maschine war das erste AWACS, welches im Februar 1946 erstmals flog. Zur Verbesserung der Radarerfassung wurden später einige Maschinen mit einem auf dem Flugzeug angebrachten APS-20-Radar erprobt.
Als Nachfolger der PB-1W wurde die Lockheed WV-2 Warning Star für die USN entwickelt. Unter einer Lockheed L-1049 Super Constellation wurde ebenfalls ein APS-20-Radar angebracht, gepaart mit einem APS-45 auf dem Rumpf, welches zur genaueren Höhenbestimmung der Flugzeuge diente. Die USN erhielt ab 1956 142 WV-2 (ab 1962 EC-121K), die United States Air Force 73 EC-121D. Eine Warning Star hatte 22 Mann Besatzung und am 24. Oktober 1967 konnten zwei F-4C Phantom II der USAF erstmals ein gegnerisches Flugzeug (eine nordvietnamesische MiG-21) nach Radarleitung einer EC-121D abschießen. Die USAF ersetzte die EC-121 bis 1978 durch die Boeing E-3A Sentry, die letzte NC-121K der USN flog bis 1982.
Von der E-3 wurden bis 1992 68 Maschinen gebaut, die von den USA, der NATO, Frankreich, Großbritannien und Saudi-Arabien eingesetzt werden. Das System wurde von Boeing entwickelt und ursprünglich in die Boeing 707 eingebaut. Es bezeichnete ursprünglich auch nur den auf der 707 basierenden Typ der Boeing E-3 Sentry mit dem markanten Radom, das sich oberhalb des Flugzeugrumpfes dreht.
Die derzeit 17 NATO-eigenen Maschinen haben luxemburgische Luftfahrzeugkennzeichen und sind auf dem NATO-Flugplatz Geilenkirchen bei Aachen stationiert. Hier arbeiten auch 133 kanadische Soldaten im AWACS Headquarters, die letzten dieses Landes in Deutschland. Ferner fliegt die RAF vom Stützpunkt RAF Waddington im Auftrag der NATO. Zusätzlich gab es bis Ende 2011 auf dem Stützpunkt Geilenkirchen noch drei Trainingsmaschinen ohne Radar, so genannte TCA (Trainer and Cargo Aircraft) für das Training der Cockpit-Besatzung sowie Personal- und Materialtransporte.
In den 1980er Jahren führte die US-Marine das sogenannte NASP-Programm (US Navy Airship Program) durch. Ziel war die Entwicklung eines Frühwarn-Luftschiffes, das im Gegensatz zu Schiffsradar auch schnelle, sehr tief anfliegende Marschflugkörper rechtzeitig erkennen konnte. Der Beitrag von Goodyear baute von der Auslegung her auf dem bereits Ende der 1950er Jahre für die US-Marine gefertigten AEW-Luftschifftyp ZPG-3W auf und brachte als Versuchsträger das erste Turboprop-Luftschiff, die Spirit of Akron hervor. Der Auftrag ging jedoch an Westinghouse Airship Industries, die dann mit dem Sentinel 1000 ebenfalls einen Technologieträger entwickelte, vergeben. Von der Gondel des eigentlich geplanten Radarträger Sentinel 5000 wurde eine Attrappe gebaut. Das Programm wurde 1996 nach Haushaltskürzungen abgebrochen.

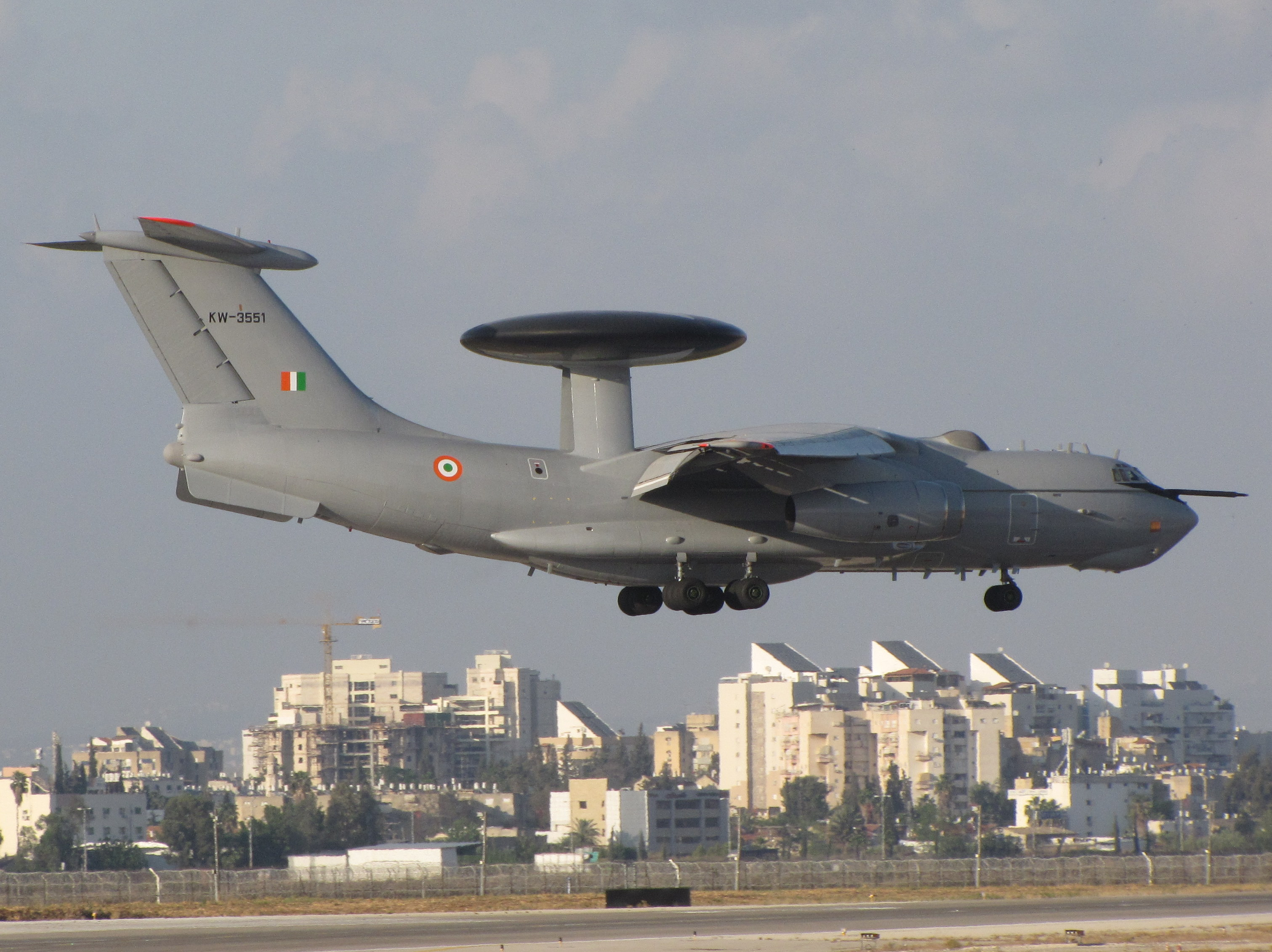
Berijew A-50 „Schmel“ der indischen Luftwaffe

### Entwicklung in der Sowjetunion
Die Sowjetunion entwickelte in den 1960er Jahren ebenfalls ein AWACS-Flugzeug, die Tupolew Tu-126. Die Radarsignale scheinen allerdings bei diesem in nur neun Exemplaren beschafften Flugzeug stark von den Doppelpropellern der vier Turboprop-Triebwerke gestört worden zu sein. Nachfolger wurde ab 1984 die Berijew A-50 Schmel auf Basis des Transportflugzeugs Iljuschin Il-76. Insgesamt wurden etwa 40 Flugzeuge gebaut, sechs für Indien. Die russische Bezeichnung für das System lautet DRLO (Dalnoje radiolokazionnoje obnaruschenije, russisch Дальное радиолокационное обнаружение).

## Heutige AWACS

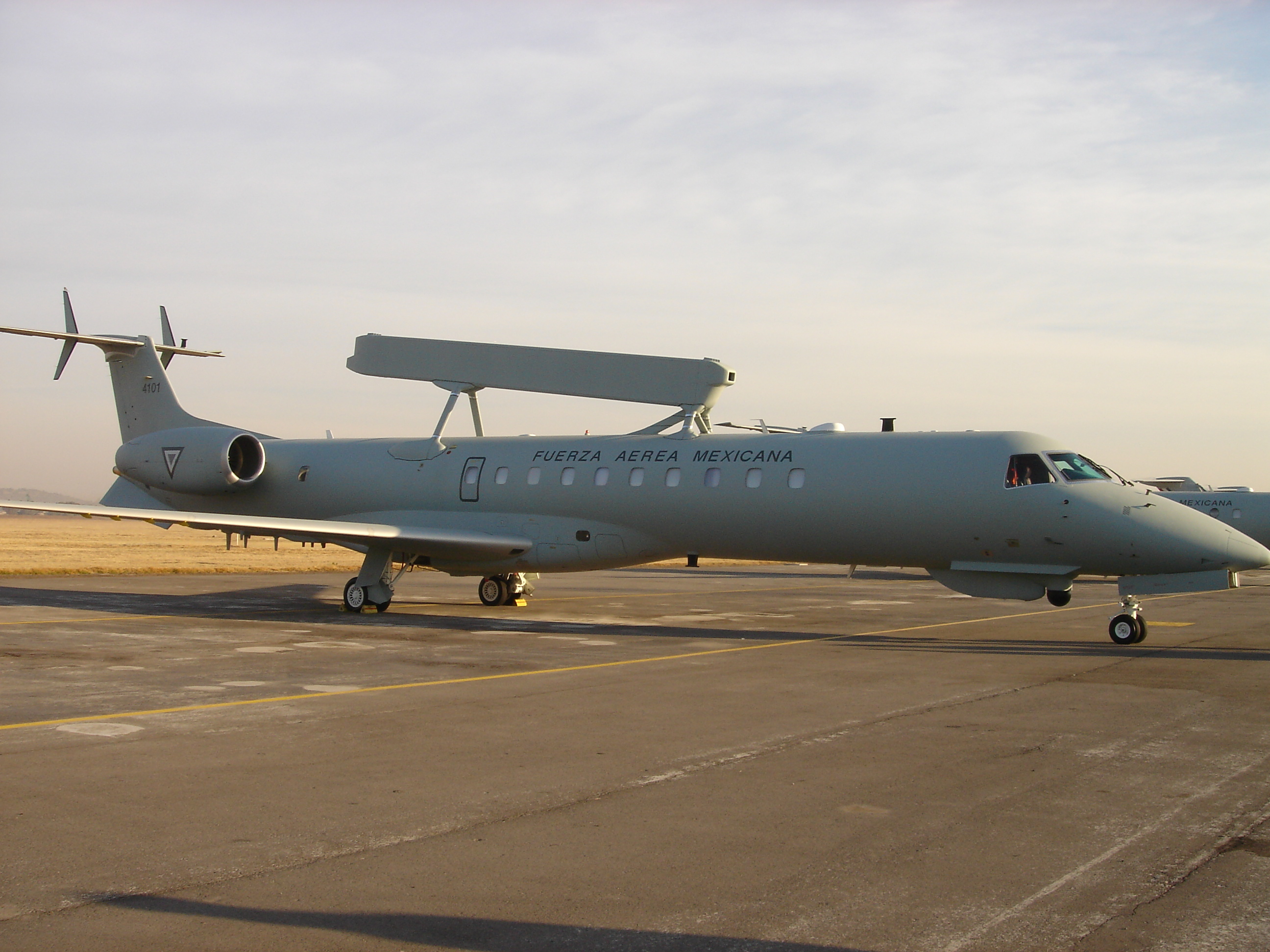
EMB 145

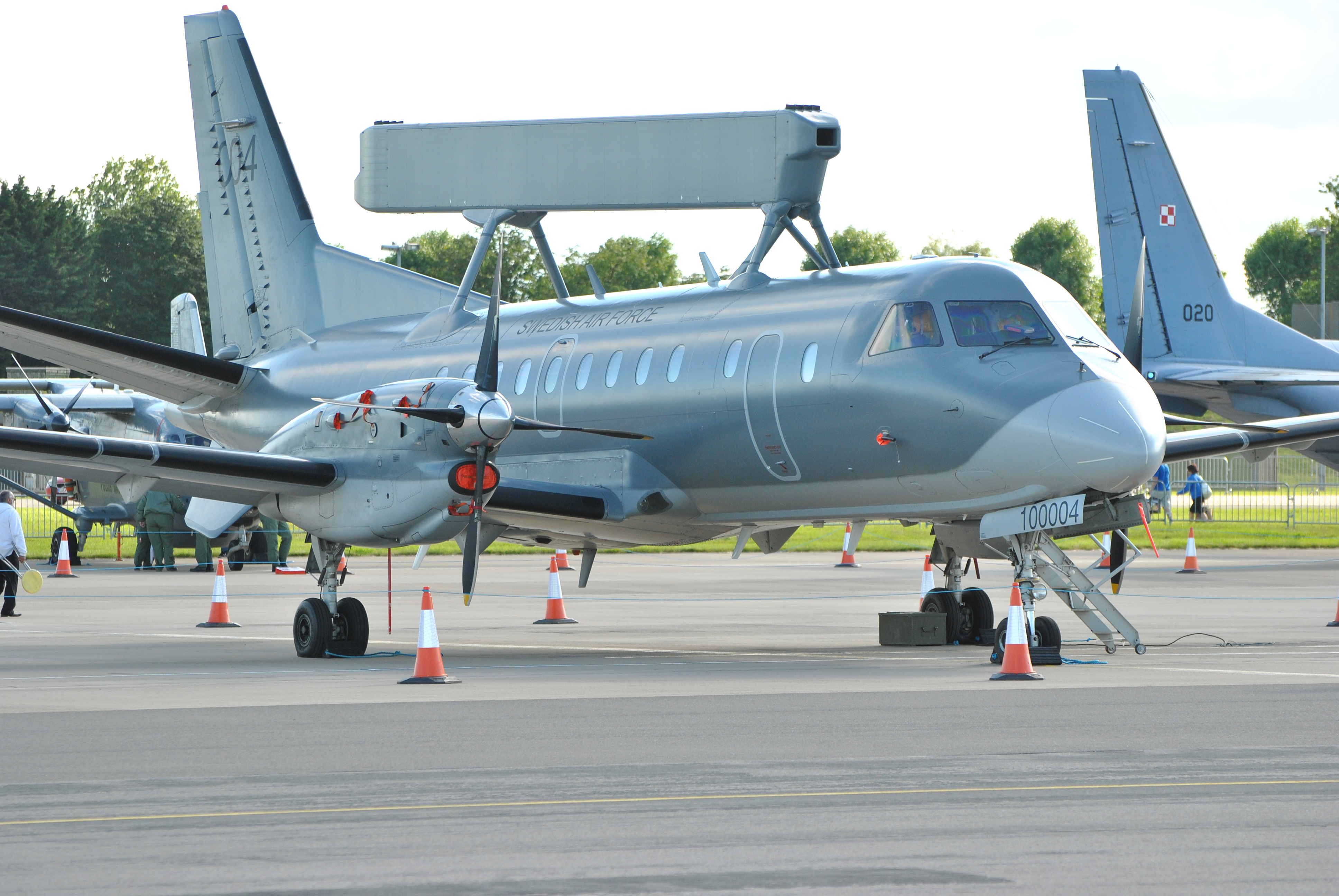
Saab 340AEW Erieye

- Berijew A-50 Schmel auf Basis des Transportflugzeugs Iljuschin Il-76

Nutzer: Russland, Indien und die Volksrepublik China
- Berijew A-100 auf Basis des Transportflugzeugs Iljuschin Il-76MD-90A

Nutzer: Russland (in der Erprobung)
- Boeing E-3 auf Basis der Boeing 707-320

Nutzer: Vereinigte Staaten, Frankreich, NATO E-3A-Verband und Vereinigtes Königreich, Saudi-Arabien;
- Boeing E-767 AWACS auf Basis der Boeing 767-200

Nutzer: Japan
- Boeing Wedgetail auf Basis der Boeing 737 AEW&C mit starrer Antenne

Nutzer: Australien, Türkei, Südkorea
- Embraer R-99 auf Basis der Embraer EMB 145 mit Saab Erieye Radar System

Nutzer: Brasilien, Griechenland, Mexiko, Indien
- Grumman E-2 Hawkeye

Nutzer: Vereinigte Staaten, Ägypten, Frankreich, Japan, Mexiko, Singapur und Taiwan; Israel hat seine Maschinen an Mexiko verkauft.
- Gulfstream G550 Aitam

Nutzer: Israel, Singapur, Italien
- IAI EL/W-2090 auf Basis des Transportflugzeugs Iljuschin Il-76

Nutzer: Indien
- KongJing-200 auf Basis des Transportflugzeugs Shaanxi Y-8F-600

Nutzer: Volksrepublik China
- KongJing-500 auf Basis des Transportflugzeugs Shaanxi Y-9

Nutzer: Volksrepublik China
- KongJing-2000 auf Basis des Transportflugzeugs Iljuschin Il-76

Nutzer: Volksrepublik China
- Saab Erieye Radar System

Nutzer: Neun Länder nutzen das System von Saab auf unterschiedlichen Trägerflugzeugen: Saab 340AEW Erieye, Saab 2000, Embraer 145, Bombardier Global.
- Saab GlobalEye mit Saab Erieye Radar System[10]

Nutzer: Vereinigte Arabische Emirate